# Pancur Negara
Pancur Negara is een bestuurslaag in het regentschap Kaur van de provincie Bengkulu, Indonesië. Pancur Negara telt 419 inwoners (volkstelling 2010).